# Poźrzadło Wielkie (gromada)
Poźrzadło Wielkie (do 30 XII 1959 Pomierzyn) – dawna gromada, czyli najmniejsza jednostka podziału terytorialnego Polskiej Rzeczypospolitej Ludowej w latach 1954–1972.
Gromady, z gromadzkimi radami narodowymi (GRN) jako organami władzy najniższego stopnia na wsi, funkcjonowały od reformy reorganizującej administrację wiejską przeprowadzonej jesienią 1954 do momentu ich zniesienia z dniem 1 stycznia 1973, tym samym wypierając organizację gminną w latach 1954–1972.
Gromadę Poźrzadło Wielkie z siedzibą GRN w Poźrzadle Wielkim utworzono 31 grudnia 1959 w powiecie drawskim w woj. koszalińskim w związku z przeniesieniem siedziby GRN gromady Pomierzyn (bez wsi Suchowo) z Pomierzyna do Poźrzadła Wielkiego i zmianą nazwy jednostki na gromada Poźrzadło Wielkie; równocześnie do nowo utworzonej gromady Poźrzadło Wielkie przyłączono obszar zniesionej gromady Stara Studnica (bez wsi Orla) w tymże powiecie.
W 1965 roku gromadą zarządzało 18 członków gromadzkiej rady narodowej.
31 grudnia 1971 gromadę Poźrzadło Wielkie  zniesiono, a jej obszar włączono do gromady Kalisz Pomorski w tymże powiecie (łącznie z terenami o powierzchni 252 ha, włączonymi do gromady Poźrzadło Wielkie de jure 1 stycznia 1972 z miasta Kalisz Pomorski w tymże powiecie).